# Crassimarginatella harmeri
Crassimarginatella harmeri is een mosdiertjessoort uit de familie van de Calloporidae. De wetenschappelijke naam van de soort is voor het eerst geldig gepubliceerd in 1986 door Fransen.